# B2FH論文
B2FH論文 (B2FH paper) は、元素の起源に関する記念碑的な論文である。論文の題名は "Synthesis of the Elements in Stars" だが、著者であるマーガレット・バービッジ、ジェフリー・バービッジ、ウィリアム・ファウラー、フレッド・ホイルの4名の頭文字を取って「B2FH」として知られている。1955年から1956年にかけてケンブリッジ大学とカリフォルニア工科大学で執筆され、1957年にアメリカ物理学会の査読付き学術誌Reviews of Modern Physicsで発表された。
B2FH論文は、恒星内元素合成の理論をレビューするとともに、観測で得られたデータと実験データを用いてそれを裏付けした。また、鉄よりも重い元素を生成するための元素合成過程を特定し、宇宙の元素構成比について説明を与えた。これにより、天文学と原子物理学の双方に大きな影響を与える論文となった。

## 1957年以前の元素合成理論
B2FH論文が発表される以前、ジョージ・ガモフは、ほとんど全ての元素あるいはその原子核がビッグバンで合成されたという宇宙論を提唱していた。このガモフの理論は、時間が経過しても元素構成比にほとんど変化が生じないことを示唆しているという点で、21世紀現在のビッグバン元素合成とは異なっていた。ハンス・ベーテとチャールズ・クリッチフィールドは、1938年に陽子-陽子連鎖 (proton-proton chain) を導き出し、核融合によって水素をヘリウムに変換させることで恒星の動力源に必要なエネルギーが得られることを示した。また、1938年にカール・フリードリヒ・フォン・ヴァイツゼッカー、1939年にベーテが、それぞれ独立してCNOサイクルを導き出した。このように、水素とヘリウムの存在量が完全に変化しない訳ではないということはガモフたちも承知していた。しかし、恒星内部での核融合で生じるヘリウムの量は少なく、ビッグバン以降のヘリウムの存在量をわずかに増加させるに過ぎないと考えられており、炭素より上の元素合成は依然謎のままであった。
フレッド・ホイルは重元素の起源について、1946年の論文を皮切りに、1954年の論文ではその内容を拡張して、「リチウムより重い元素は全て恒星内で合成される」とする仮説を提唱した。いずれの理論でも、水素、ヘリウムと極少量のリチウムは恒星内部では生成されないとしており、これは現在「ビッグバン元素合成」として広く受け入れられている。

## 論文の概要
B2FH論文は、表向きは恒星内元素合成の理論についての最近の進歩をまとめたレビュー論文という体裁であった が、単なるホイルの研究のレビューにとどまらず、バービッジ夫妻が発表した元素量の観測値や、ファウラーの実験室での核反応実験の結果を取り入れた。その結果、理論と観測が統合され、ホイルの仮説への説得力のある証拠が得られた。
この理論では、元素構成比は宇宙論的な時間の経過とともに進化すると予測しており、この考えは天体分光学で検証可能であった。それぞれの元素が特徴的なスペクトルを持つことから、個々の恒星の大気組成は分光観測によって推測できる。これまでの分光観測の結果から、恒星の初期の重元素の含有量（金属量）と恒星の年齢との間には強い負の相関関係、すなわち、最近形成された恒星ほど金属量が高い傾向があることが判明している。
初期の宇宙は、ビッグバン元素合成で生成された軽元素だけで構成されていた。恒星の内部構造の理論とヘルツシュプルング・ラッセル図によると、星の寿命の長さは初期質量に大きく依存しており、質量の大きい星ほど寿命が短く、質量の小さい星ほど寿命が長いことがわかっている。B2FH論文では、恒星が寿命を迎えると、星間空間に「重元素」が星間物質に放出され、そこから新しい星が形成されると主張されている。
B2FH論文は、恒星がどのようにして重元素を生成するのかを絡めて、原子核物理学と天体物理学の重要項目について論じている。著者らは、核図表を精査することによって、観測された同位体存在比を生成することができる種々の恒星環境と核反応の過程を特定した。また著者らは、鉄より重い元素の生成を説明するために、現在ではp過程、r過程、s過程として知られる原子核物理学的核反応過程を用いた。これらの重元素とその同位体の存在量は、主要元素に比べて約10万分の1しかないことから、ホイルが1954年に提唱した「大質量星の燃焼殻内での核融合で生成される」とする仮説の裏付けとなった。
B2FH論文は、恒星の中で自由中性子捕獲が起こることで鉄より重い元素が核合成される現象を包括的に概説・分析している。ケイ素からニッケルまでの存在量の大きな元素の合成については、当時あまり理解が進んでおらず、B2FHにはマグネシウムからニッケルまでの元素合成に関わる炭素燃焼過程、酸素燃焼過程、ケイ素燃焼過程が含まれていなかった。既にホイルは1954年の論文で、超新星元素合成がこれら存在量の大きな元素合成の原因である可能性を示唆していた。アメリカの天体物理学社Donald D. Claytonは、ホイルの1954年の論文の引用数がB2FHに比べて少ない理由として、ホイルの1954年の論文を理解することがB2FHの共著者や一般的な天文学者にとっても困難であったこと、ホイルがキーとなる方程式を論文の中で明確に書かずに言葉だけで説明したこと、ホイルがB2FHの草稿を不十分にレビューしたこと、などの要因が重なったためであるとしている。

## 論文の執筆
1954年から1955年にかけて、カリフォルニア工科大学に在籍していた原子核物理学者ウィリアム・アルフレッド・ファウラーは、サバティカルを利用してケンブリッジ大学のフレッド・ホイルを訪問した。2人は、マーガレット・バービッジとジェフリー・バービッジをケンブリッジ大学に招待した。バービッジ夫妻は、ホイルの仮説を検証するために必要となる恒星の存在数について広範な研究成果を発表したばかりであった。4人はケンブリッジに居る間にいくつかのプロジェクトでコラボレーションを行った。ファウラーとホイルは、後にB2FHとなるレビューに着手した。ファウラーはまだ完成に程遠い状態でカリフォルニア工科大学に戻ることとなり、バービッジ夫妻にカリフォルニアへ来るように声を掛けた。理論を支持する広範な天体観測結果と実験データが追加された後、バービッジ夫妻によってカリフォルニア工科大学で1956年に初稿が書き上げられた。第一著者のマーガレット・バービッジは、妊娠中に作業の多くを完成させた。
論文の執筆と提出が1956年にカリフォルニア工科大学で行われたことから、ファウラーがグループのリーダーであったと推測する者もあるが、ジェフリー・バービッジはこれは誤解であると述べている。ファウラーは優れた原子核物理学者であったが、1955年の時点ではまだホイルの理論を学んでいる最中であり、後にファウラー自身がノーベル物理学賞の受賞時にホイルの影響と述べている。バービッジ夫妻もまた、1954から1955年にケンブリッジ大学でホイルの理論を学んだ。2007年にカリフォルニア工科大で開催されたB2FH出版50周年を記念した会議の中で、ジェフリーは「グループの中にリーダーはおらず、それぞれが相応に貢献した」と述べている。

## 評価
B2FHは原子核宇宙物理学の分野に科学的な注目を集めた。B2FHは、恒星内元素合成の理論を検証し、それを観測的証拠で裏付けることで、天文学者の間でこの理論を確固たるものとした。
ファウラーは、1983年のノーベル物理学賞をスブラマニアン・チャンドラセカールと共に受賞したが、それはB2FHへの貢献が評価されたものであると誤解されることがある。ノーベル物理学賞の選考委員会は受賞理由を「宇宙における化学元素の生成にとって重要な原子核反応に関する理論的および実験的研究」としている。ファウラーがノーベル賞を受賞した一方で、ホイルは生涯受賞できなかった。ホイルがノーベル物理学賞を受賞できなかった理由について、「ファウラーのB2FHへの貢献には、s過程とr過程の原子核物理学も含まれるが、ホイルもまたs過程とr過程に関する理論的研究でファウラー同様の評価を受けるに値する。ビッグバンに関するホイルの否定的な見解がノーベル賞受賞の妨げになった。」と主張するものもいる。ホイルが受賞できなかった理由について、ジェフリー・バービッジは2008年に「ホイルはB2FHや他の研究でノーベル賞を受賞すべきだった。自分の私的な書簡に基づいて、彼が除外された主たる理由は、W. A. ファウラーがグループのリーダーであると信じられていたからだと考えている。」と述べている。ジェフリーは、ファウラーがリーダーであったとするこの認識は真実ではないと述べ、またホイルがB2FHに関わる前に執筆した1946年と1954年の論文について以下のように指摘している。「ホイルの研究はアストロフィジカルジャーナルの、それも創刊されたばかりのシリーズに発表されたせいでごく一部でしか引用されなかったのに対して、B2FHは定評のある物理学の学術誌であるReviews of Modern Physicsに発表された。またB2FHが書かれた当初、プレプリントは原子核物理学のコミュニティに広く配布されていた。ファウラーはそのコミュニティのリーダーとして非常によく知られていたし、カリフォルニア工科大学には情報を広める方法を知悉するニュースビューローがあった。」
2007年には、カリフォルニア州パサデナのカリフォルニア工科大学でB2FH出版50周年を記念した会議が開催され、ジェフリー・バービッジはB2FHの執筆に関して発言している。